# Крестьянское восстание в Ливонии (1560)
Крестьянское восстание в Ливонии — выступление местного населения в Западной и Северо-Западной Ливонии (Эстонии) против засилья немецкого владычества.

## Предпосылки
Первоначальному успеху русской армии с начала Ливонской войны (январь 1558), в значительной мере способствовало то, что местные жители эсты, эстонские крестьяне, оказывали помощь: служили проводниками через леса и болота, показывали дороги в тыл к немцам, помогали окружать врага, нападали на мелкие обозы. Русское имели в Ливонии свыше 500 лазутчиков, преимущественно среди крестьян (лето 1559).
Иван IV Васильевич Грозный выступал в Ливонской войне защитником местного населения, притесняемого немцами. Русская политика в Ливонии твёрдо ориентировалась на латышское и эстонское крестьянство, которое возлагало на русских большие надежды. Те же настроения были у литовских и белорусских крестьян. По отзову венецианского посла, Иван Грозный пользовался в Ливонии столь большой популярностью, «что народ литовский и русский хотели бы видеть его польским королём и что он имеет не менее многочисленную партию, как и всякий другой претендент на корону, особенно между крестьянами, но они мало ему помогут, ибо к избирателям не принадлежат».
Население Прибалтики на протяжении всего периода немецкого владычества сохраняло ненависть к своим поработителям. В ходе войны в соглашениях о временном перемирии включались пункты (например в 1559), запрещавшие насилие немцев над жителями Дерпта, Везенберга и других городов. Латыши и эсты начали повсюду принимали присягу на подданство Москве.

## Начало и ход восстания
Успех русских войск на театре военных действий в восточной части Ливонии (весна-лето 1559), способствовал во многом крестьянскому восстанию в Западной и Северо-Западной Ливонии (осень 1560). Крестьяне начали разрушать и сжигать всё, что напоминало им о немецком угнетении. В окрестностях Дерпта, в Рынгу (Рынголя). Ранну (Ряндене) и Лайс (Лайузе), крестьяне присоединились к русским и выступали против немцев. Восстание распространилось и в тылу орденских войск в районе Гапсаля (Лянемаа), Харьюмаа и Везенберга (Вирума)). В этих ливонских областях русские воеводы всячески помогали крестьянам и восставшим в восстановлении их хозяйств, сильно пострадавших от войны. Из Ревеля магистру Ордена сообщали что воеводы Ивана Грозного охраняют и защищают крестьян, дают им зерно и семена для посадки, а также волов и лошадей и что в окрестностях крестьяне уже строят себе хижины и дома. Крестьянское восстание способствовало захвату (1560) русскими войсками городов Мариенбурга (Алуксне) и Феллином. Ливонский Орден распался по договору (28 ноября 1561) и восстание прекратилось.